# Epiphany (canción de Taylor Swift)
«Epiphany» (estilizado todo en minúsculas) es una canción de la cantautora estadounidense Taylor Swift, de su octavo álbum de estudio Folklore (2020), que fue publicado el 24 de julio de 2020, a través de Republic Records. La canción fue escrita por Swift y Aaron Dessner y producida por, también, Aaron Dessner. «Epiphany» es una balada que habla sobre una enfermedad grave y a su vez sobre la guerra.
En «Epiphany», Swift empatiza con los médicos y las enfermeras que atienden a los afectados a pesar de su arduo trabajo y del trauma mental que tienen que experimentar al gestionar la pérdida de vidas humanas, estableciendo una correlación entre la situación actual y la angustia emocional y el agotamiento físico que padecieron los soldados de la Segunda Guerra Mundial, especialmente su veterano abuelo Dean. Tras su lanzamiento, «Epiphany» recibió comentarios favorables de los críticos musicales, muchos de los cuales elogiaron la emoción de la canción, los temas, la letra y la capacidad vocal de Swift, aunque algunos consideraron que su ritmo lento y su producción eran soporíferos. La canción alcanzó el número 57 en la lista Billboard Hot 100 de EE. UU. y se situó entre las 50 mejores de Australia, Canadá y Singapur.

## Antecedentes y lanzamiento

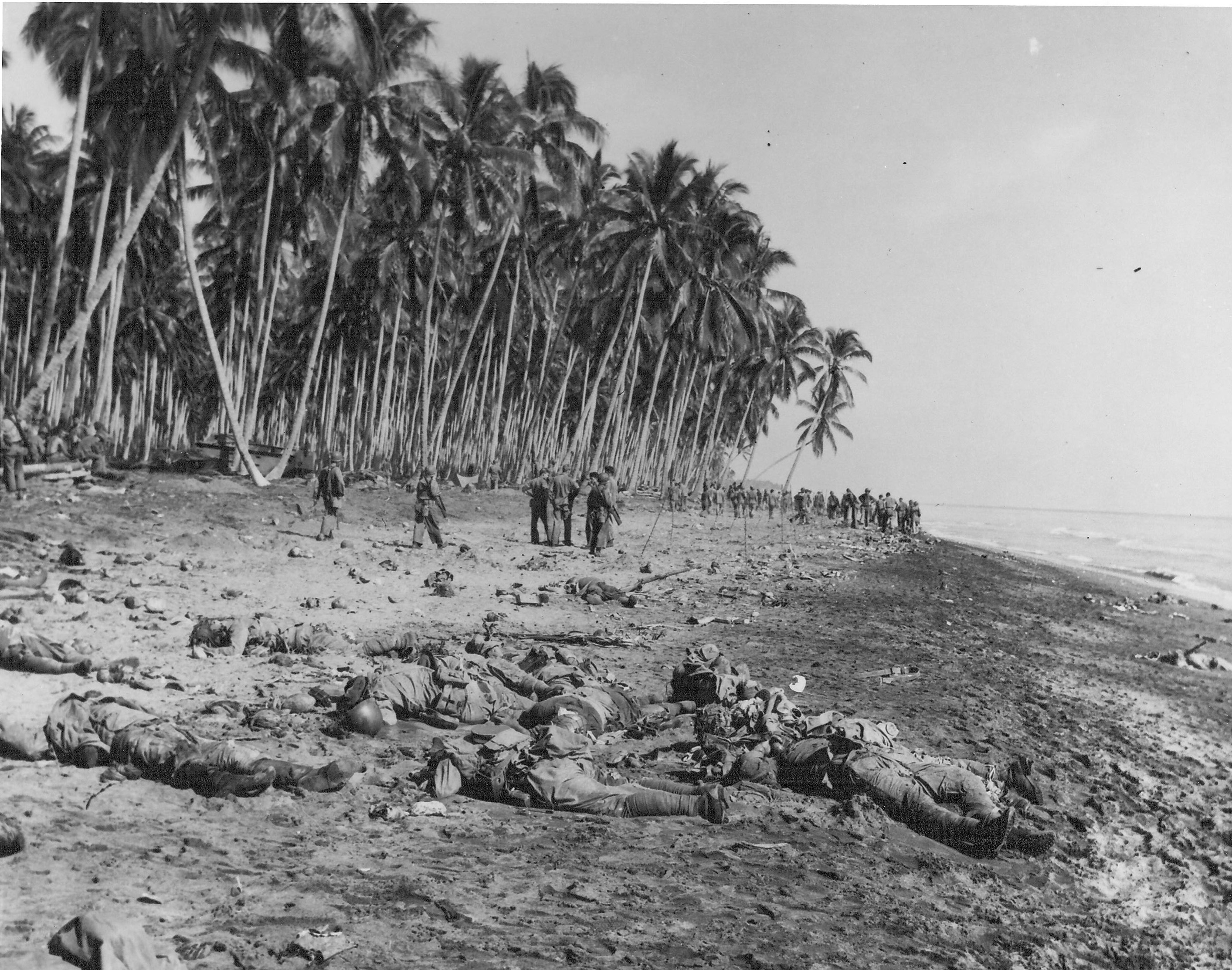
En «Epiphany», Swift menciona a los soldados heridos y traumatizados que se arrastran por las playas de Guadalcanal durante la Segunda Guerra Mundial.

Taylor Swift lanzó por sorpresa su octavo álbum de estudio, Folklore, el 24 de julio de 2020 a través de Republic Records. El álbum evita la producción pop optimista de los tres lanzamientos anteriores de Swift y adapta estilos indie folk y alternativos, provocados por colaboraciones con Aaron Dessner y Jack Antonoff.
«Folklore» fue concebido por Swift como imágenes mitopoéticas en su mente, resultado de su imaginación “desbocada” mientras estaba aislada durante la pandemia de COVID-19. Una de esas imágenes era la de su abuelo paterno Dean, que luchó en la Campaña de Guadalcanal, una campaña militar estadounidense contra el Imperio de Japón, librada entre el 7 de agosto de 1942 y el 9 de febrero de 1943 en la Segunda Guerra Mundial. Estos conceptos constituyeron la idea central de «Epiphany» 

"Dean nunca habló de ello, ni con sus hijos, ni con su mujer. Nadie se enteró de lo que pasó allí. Así que traté de imaginar qué ocurriría para que nunca pudieras hablar de algo. Me di cuenta de que ahora mismo hay personas que están haciendo una pausa de 20 minutos entre turnos en un hospital a las que les está ocurriendo este trauma del que probablemente nunca querrán hablar. Pensé que era una oportunidad para contar esas historias".

- Swift sobre la inspiración de la canción, Vogue
Swift escribió «Epiphany», mientras que Aaron Dessner compuso sus instrumentales y produjo la canción. El 23 de julio de 2020, Swift anunció Folklore y reveló su lista de canciones donde «Epiphany» se colocó en el número 13. El álbum salió a la venta el 24 de julio de 2020. Como referencia a la canción, también aparece una imagen de Dean en el vídeo musical de la segunda canción y sencillo principal del álbum, «Cardigan».

## Composición y letra
«Epiphany» es una melodía ambient y de chamber-pop ambientada con un piano frío, un metal aullante y orquestas. Dessner declaró que se imaginaba “sonidos glaciares, islandeses, con acordes distendidos y esta sensación casi clásica” cuando Swift le describió la idea del sonido que quería para “Epiphany”. Por lo tanto, Dessner ralentizó composiciones de diferentes instrumentos y las invirtió para crear una «pila gigante de armonía», y añadió piano para un tropo cinematográfico

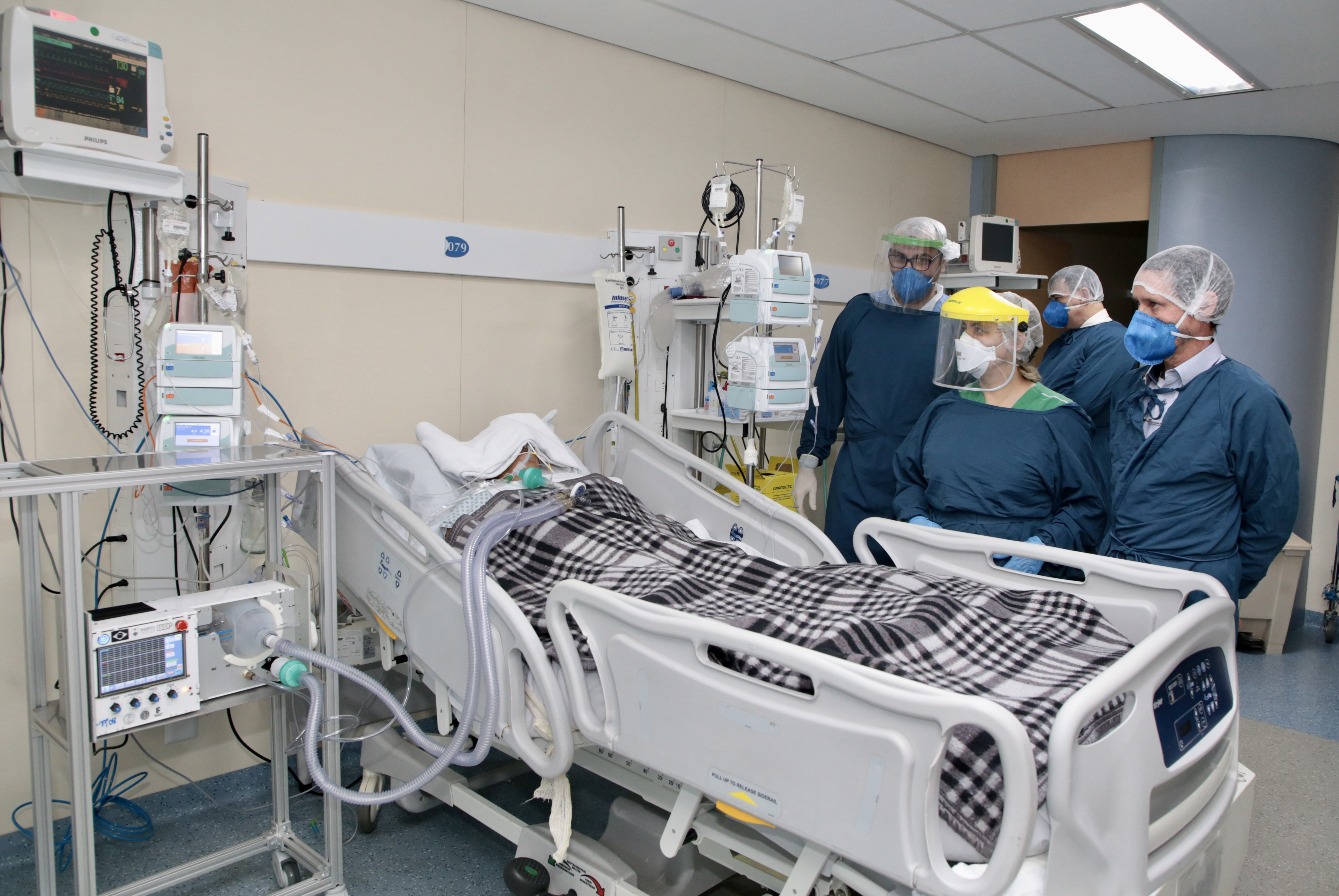
La canción es un homenaje al personal sanitario y a sus servicios altruistas durante la pandemia de COVID-19.

Desde el punto de vista melódico, «Epiphany» es un himno, que muestra la voz reverente y «angelical» de Swift. La letra de la canción, un homenaje a los trabajadores sanitarios durante la pandemia de COVID-19, describe la devastación causada por la pandemia, al tiempo que considera a los médicos y enfermeras soldados en las playas, correlacionando su angustia emocional con la de su veterano abuelo Dean en la batalla de Guadalcanal. En la primera estrofa, Swift canta a Dean en el campo de batalla de 1942, atendiendo a un soldado que se desangra. En la segunda estrofa, cambia a una sala médica de 2020 en la que hay pacientes que respiran con dificultad y enfermeras que atienden a pacientes decayentes. Swift establece un paralelismo entre la presión que soportan ambos grupos de trabajadores al ayudar a los pacientes y servir a su país mientras experimentan traumas y presencian la muerte, y tienen que reconciliarse con ello para seguir sirviendo El puente y la estrofa final también mencionan cómo ambos trabajadores tienen «sólo 20 minutos para dormir» y, sin embargo, «sueñan con alguna epifanía»

## Recepción crítica
«Epiphany» recibió críticas generalmente positivas por parte de la crítica musical. Sarah Carson, crítica de I, consideró «Epiphany» una canción «espectral» que inmortaliza la pandemia de COVID-19. Maura Johnston, de Entertainment Weekly, también la calificó de espectral, escribiendo que la canción está impulsada por «la exploración de Swift de los mundos interiores de los demás», lo que le permite «adoptar nuevas voces». El escritor de The Atlantic, Spencer Kornhaber, calificó la voz de Swift en la canción de «rayo translúcido», con sus sílabas cayendo «lentamente como la ceniza». Añadió que una canción como «Epiphany» no debería funcionar para «una mujer de grandes privilegios» como Swift, que conecta dos traumas que «no son suyos», pero funciona porque «escribe con un cuidado y una empatía que parecen casi sacerdotales». Carl Wilson, de Slate, resumió «Epiphany» como una «canción de actualidad narrativamente impactante» que comienza con la imagen de «un ejército asaltando una playa» y luego se traslada a un quirófano moderno, donde «las constantes vitales de una mujer se desploman mientras alguien le sostiene la mano a través de una protección de plástico»; Wilson añadió que Swift describe estas escenas con «sílabas cálidas y medidas» similares a las de la canción de Kate Bush de 1989 «This Woman's Work». Annie Zaleski, de The A.V. Club, escribió que la composición de «Epiphany» recuerda al «glacial trabajo de piano» de la canadiense Sarah McLachlan, mientras que Jon Caramanica, del New York Times, la comparó con obras de la cantante irlandesa Enya
Kitty Empire, de The Observer, se mostró a favor del sombrío letrismo de la canción, pero le disgustó su «mullida» instrumentación. Afirmó que «Epiphany» incorpora «una subtrama médica que repica suavemente con el sufrimiento provocado por el coronavirus», salpicada por los «gritos enfáticos» de Swift, pero su música es un «miasma de piano meticulosamente tocado y tonalidades consoladoras», lo que resulta en un tema poco memorable. Los críticos de Insider, Callie Ahlgrim y Courteney Larocca nombraron «Epiphany» como su tema menos favorito de Folklore. Ahlgrim opinó que el tema contiene voces y letras intrigantes, pero es «un poco soso y demasiado largo», mientras que Courteney Larocca alabó su «bonita música de fondo», pero le restó importancia como «un drama bélico en formato canción». Katie Moulton, de Consequence of Sound, dijo que «Epiphany» parece intentar «conectar periodos de crisis global y estadounidense, desde la Segunda Guerra Mundial hasta COVID-19», pero consideró que la idea es «confusa». Sin embargo, eligió la letra «Hold your hand through plastic now» como la más destacada. Hannah Mylrea, crítica de NMEconsideró la canción «ligeramente floja».

## Rendimiento comercial
Tras el lanzamiento de Folklore, «Epiphany» debutó en el número 57 de la lista Billboard Hot 100 de Estados Unidos, en el número 11 de la lista Hot Rock & Alternative Songs, y en el número 24 de la lista Rolling Stone Top 100. La canción alcanzó además el número 29 de la lista ARIA Singles Chart de Australia, el número 27 de la lista Singles de Singapur, y el número 44 de la lista Canadian Hot 100.

## Créditos y personal
Los créditos son una adaptación de Tidal y del libreto del álbum
- Taylor Swift - voz, composición

- Aaron Dessner - composición, producción, grabación, piano, Mellotron, sintetizadores y guitarra eléctrica

- Bryce Dessner - orquestación
- Dave Nelson - trombón, grabación
- Benjamin Lainz - grabación
- Yuki Numata Resnick - viola, violín
- Kyle Resnick - trompeta, grabación
- Clarice Jensen - violonchelo, grabación
- JT Bates - batería, grabación
- Jonathan Low - grabación
- Laura Sisk - grabación vocal
- Serben Ghenea - mezcla
- Randy Merrill - masterización
- John Hanes - ingeniería

## Charts
| Chart (2020)                    | Posición más alta |
| ------------------------------- | ----------------- |
| Australia (ARIA)                | 29                |
| Canada (Canadian Hot 100)       | 44                |
| Portugal (AFP)                  | 181               |
| Singapur (RIAS)                 | 27                |
| UK Audio Streaming (OCC)        | 58                |
| US Billboard Hot 100            | 57                |
| US Hot Rock & Alternative Songs | 11                |
| US Rolling Stone Top 100        | 24                |

## Certificaciones
| Región                                                               | Certificación | Número de ventas certificadas |
| -------------------------------------------------------------------- | ------------- | ----------------------------- |
| Australia (ARIA)                                                     | Oro           | 35.000 (aprox.)               |
| Brasil (Pro-Música-Brasil)                                           | Oro           | 20.000 (aprox.)               |
| Nueva Zelanda (RMNZ)                                                 | Oro           | 15.000 (aprox.)               |
| Reino Unido (BPI)                                                    | Platino       | 200.000 (aprox.)              |
| Cifras de ventas y streaming basadas únicamente en la certificación. |               |                               |